# 土田諒
土田諒 (つちだ りょう 2010年10月23日-)は、日本の子役、モデル。スマイルモンキー所属。

## 出演

### CM
2022年
- 吉野家牛丼「早い、安い、うまい編」

2020年
- 丸美屋食品工業「水のある風景」
- スパリゾートハワイアンズ「三世代ヨッシャ篇」
- グリコ「カプリコ『カブドローン当たる』篇」
- WOWOW「大縄飛び篇」
- 世田谷自然食品

2019年
- メルカリ「最高家族 超!出品篇」
- メルカリ「最高家族 1億円キャンペーン篇」

2018年
- マーベラス「剣と魔法のログレス いにしえの女神『剣と魔法はやめられない』篇」

### VP
- クリエイターズワークス「夏休みの夜[sapported by YKK AP]」(2020年)
- Limited Sazabys「Galapagos」(2018年4月)
- ゆず「マスカット」MV(2018年)
- ベネッセ「こどもちゃれんじほっぷ」DVD

### テレビドラマ
2023年
- 「おいしい給食 season3」 - 草野浩介 役[1]

2021年
- 「#家族募集します」 - 小山内蒼介(小学生時代) 役
- 「恋はもっとDeepに」(第9話)(運命の再会スペシャル)
- 「おかえりモネ」 - 千葉颯太 役
- 「天才てれびくんhello」 - やっちゃん 役
- 「きよしこ」 - 田中 役
- 「大河ドラマ青天を衝け」 - タケシ 役

2020年
- 「エール」 - 少年 役

2018年
- 「大河ドラマ西郷どん」 - 西郷午次郎 役
- 「どこにもない国」 - いじめっ子 役

2017年
- 「BSプレミアム男の操 - 同級生 役

### バラエティー
- メレンゲの気持ち
- 今から1分後 もし大災害が起こったら?命と未来を守る50の方法
- ザ!世界仰天ニュース
- クイズ!あなたは小学5年生より賢いの?
- 衝撃のあの人に会ってみた!
- ジブリのうた
- 1周回って知らない話

### 映画
- 「写真の女」(2020年) - 械 幼少役
- 短編映画「マープリングマイマイ」(2020年) - とし坊 役
- 「今夜ロマンス劇場で」(2018年)
- 「未成年だけどコドモじゃない」(2017年)

### スチール
- ヤマハ音楽教室
- 世界文化社

### WEB
- 中国電力「おとどけもの」
- ダブルフロンティア